# Natalia Kochańska
Natalia Kochańska (ur. 18 sierpnia 1996 w Zielonej Górze) – polska strzelczyni sportowa specjalizująca się w strzelaniu z karabinu, brązowa medalistka mistrzostw Europy, mistrzyni uniwersjady.

## Życiorys
Początkowo uprawiała pływanie, lecz ze względu na budowę anatomiczną, postanowiła zająć się inną dyscypliną. Strzelectwem zajęła się w szkole podstawowej. Po ukończeniu I Liceum Ogólnoksztacącego w Zielonej Górze przeprowadziła się do Wrocławia, gdzie rozpoczęła edukację w Uniwersytecie Ekonomicznym na kierunku finanse i rachunkowość. W czerwcu 2016 roku zrezygnowała z nauki w tej uczelni i została studentką Uniwersytetu Warszawskiego na kierunku finanse, rachunkowość i ubezpieczenia.
W 2019 roku została mistrzynią uniwersjady w Neapolu w drużynowym karabinie pneumatycznym. W drużynie były również: Katarzyna Komorowska i Aneta Stankiewicz. Indywidualnie Natalia zajęła 27. miejsce z wynikiem 622,1 punktu.
Następnego roku zdobyła brązowy medal mistrzostw Europy rozegranych we Wrocławiu w zawodach drużynowych w karabinie pneumatycznym. Tym razem w drużynie znalazły się Aneta Stankiewicz oraz Agnieszka Nagay. W pojedynku o trzecie miejscu wygrały z reprezentantkami Francji 16–8.